# Темберский, Станислав
Станислав Темберский (ум. 1679, Перемышль) — польский историк, философ
, поэт и преподаватель, священник, историограф Краковской академии.

## Биография
О раннем периоде его жизни, в том числе дате и месте рождения, происхождении и начальном образовании нет никаких сведений. Известно, что в 1635 году он получил степень бакалавра в Краковской академии, в 1640 году получил степень магистра, а вскоре и доктора философии, при этом специализировался как исследователь на трудах Аристотеля. 
С 1641 по 1643 год изучал право в Пражском университете, после чего вернулся в Краков и продолжил научную работу. В 1646 году был рукоположён в сан священника и служил каноником при соборе св. Анны, но при этом продолжил преподавание в университете. 
В 1650 году занял место декана философского факультета. Получил известность во время так называемого Потопа, шведского вторжения в Польшу, своими резкими высказываниями против захватчиков, а впоследствии спором с краковским епископом Гембицким, в ходе которого пытался отстоять право академии на свободу преподавания и независимость от епископа. Потерпев поражение, в 1658 году был вынужден покинуть Краков и поселился в Перемышле, где поступил на службу каноником при местном соборе. 
В 1669 году получил звание королевского секретаря за свои научные заслуги.
Все свои труды писал на латыни; считается, что как минимум большинство из них были написаны в период его жизни в Перемышле. Напечатал множество латинских панегириков на смерть членов королевской фамилии и других знаменитых или высокопоставленных лиц, где встречается много интересных исторических и генеалогических подробностей; кроме того в рукописи, которая хранилась в библиотеке Краковского университета, остались «Dzieje Polski od r. 1647—56» с интересными сведениями о Краковской академии. Впоследствии также были найдены его записки о 1667—1672 годах.